# Beyren-lès-Sierck
Beyren-lès-Sierck (deutsch Beiern, lothringisch Beiren) ist eine französische Gemeinde mit 528 Einwohnern (Stand 1. Januar 2022) im Département Moselle in der Region Grand Est (bis 2015 Lothringen). 

## Geografie
Die Gemeinde Beyren-lès-Sierck liegt an der Grenze zu Luxemburg, etwa 15 Kilometer nordöstlich von Thionville am namengebenden Flüsschen Beyren.

## Geschichte
Der Ort gehört seit 1769, mit einer Unterbrechung von 1871 bis 1918 (Reichsland Elsaß-Lothringen), zu Frankreich, bis 1926 lautete der amtliche französische Ortsname schlicht Beyren.
Das östlich gelegene Dorf Gandren (Gandern) ist seit 1812 eingemeindet.

### Bevölkerungsentwicklung
| Jahr      | 1962 | 1968 | 1975 | 1982 | 1990 | 1999 | 2007 | 2019 |
| Einwohner | 302  | 307  | 308  | 353  | 430  | 426  | 467  | 508  |

## Sehenswürdigkeiten
- Kirche Saint-Barthélemy
- Kirche Saint-Médard im Ortsteil Gandren

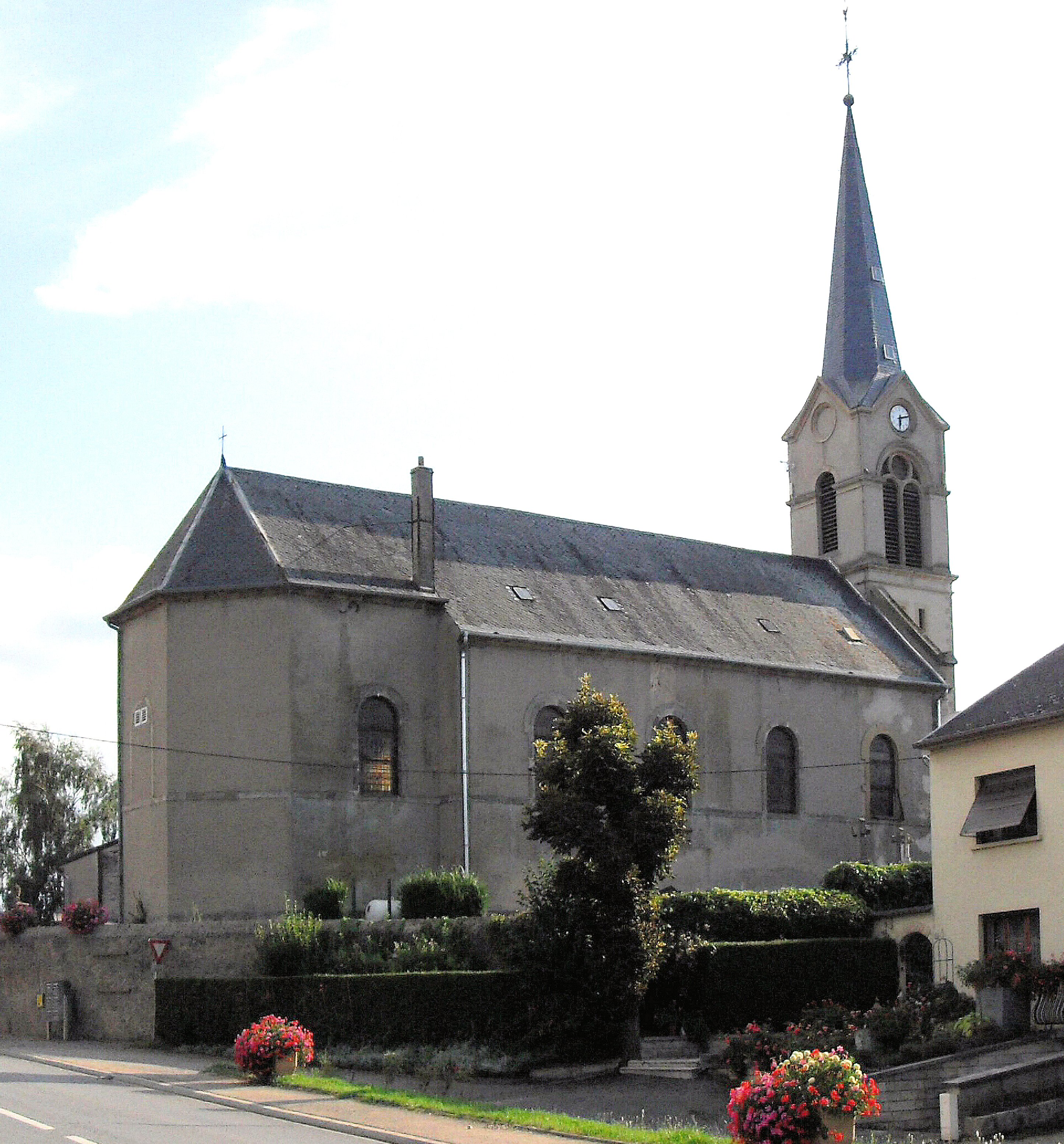
Kirche Saint-Barthélémy
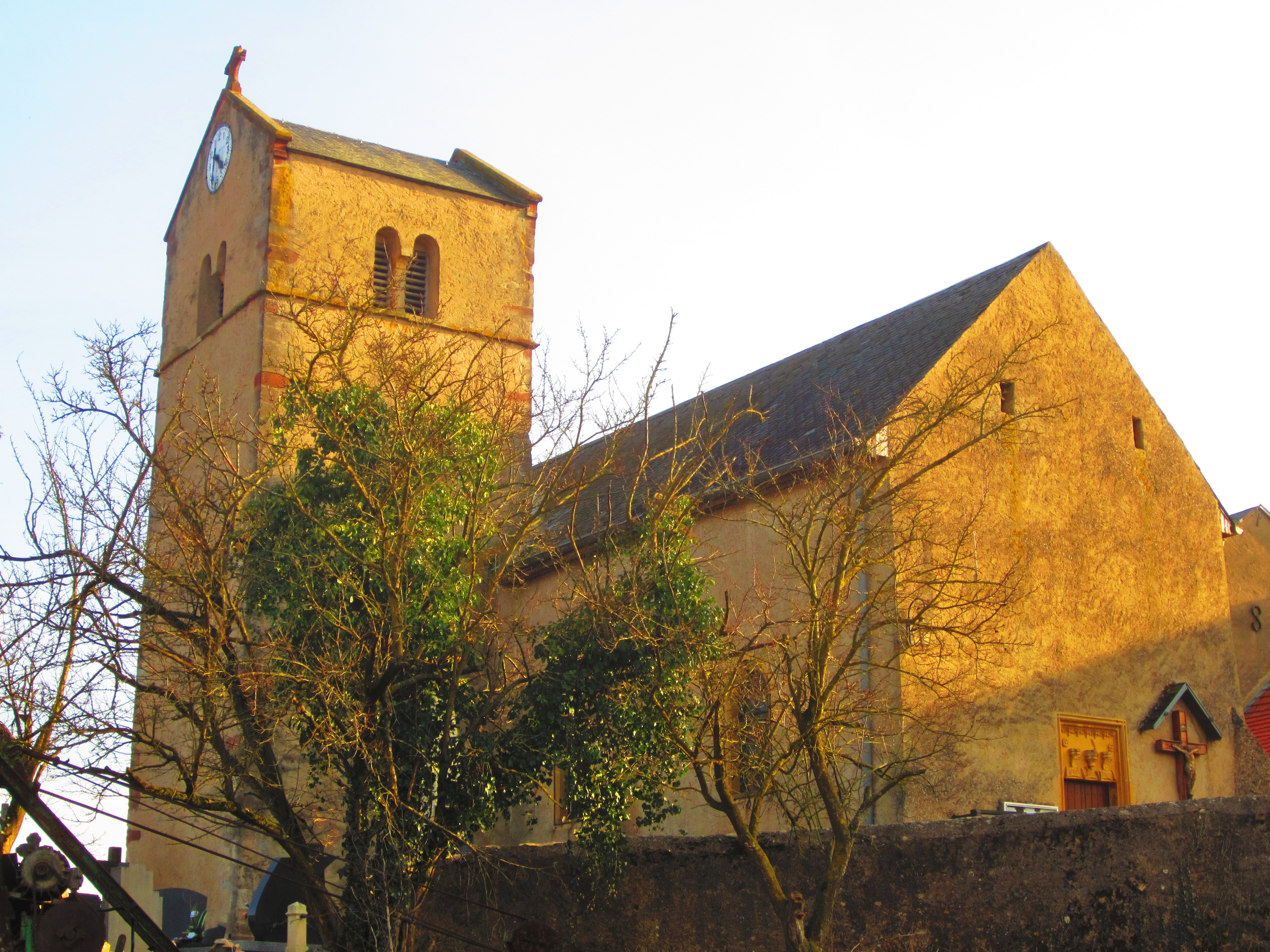
Kirche Saint-Médard